# Tectaria zeilanica
Tectaria zeilanica är en ormbunkeart som först beskrevs av Houtt., och fick sitt nu gällande namn av Sledge. Tectaria zeilanica ingår i släktet Tectaria och familjen Tectariaceae. Inga underarter finns listade.